# NGC 4186
NGC 4186 est une galaxie spirale située dans la constellation de la Chevelure de Bérénice. NGC 4186 a été découverte par l'astronome allemand Wilhelm Tempel en 1877.

## Caractéristiques
La classe de luminosité de NGC 4180 est I-II et elle présente une large raie HI.

### Distance
Sa vitesse par rapport au fond diffus cosmologique est de 8 204 ± 23 km/s, ce qui correspond à une distance de Hubble de 121,0 ± 8,5 Mpc (∼395 millions d'al).
À ce jour, sept mesures non basées sur le décalage vers le rouge (redshift) donnent une distance de 111,486 ± 11,401 Mpc (∼364 millions d'al), ce qui est à l'intérieur des valeurs de la distance de Hubble. Notons cependant que c'est avec la valeur moyenne des mesures indépendantes, lorsqu'elles existent, que la base de données NASA/IPAC calcule le diamètre d'une galaxie et qu'en conséquence le diamètre de NGC 4186 pourrait être d'environ 40,4 kpc (∼132 000 al) si on utilisait la distance de Hubble pour le calculer. 

## Paire optique de galaxies
Selon Vaucouleur et Corwin, NGC 4186 et M98 (NGC 4192) forment une paire de galaxies. Mais, ce n'est  pas une paire réelle de galaxies comme plusieurs des paires mentionnées dans cet article. En effet, avec des distances respectives de 395 Mal et 9,1 Mal, ces galaxies sont vraiment très éloignées l'une de l'autre.

## Amas de la Vierge
La désignation VCC 101 (Virgo Cluster Catalog) indique que cette galaxie fait partie de l'amas de la Vierge.